# Stegeborgi csata
A stegeborgi csata 1598. szeptember 8-án lezajlott csata a III. Zsigmond lengyel király vezette lengyel és Södermanland hercege (későbbi IX. Károly) vezette svéd seregek között a svédországi Stegeborg mellett.
A Vasa-házból III. Zsigmond lengyel királyt Svédország uralkodójává is meg tették. Zsigmond ellenben a skandináv országot Krakkóból irányította, itteni kormányzójává rokonát, Södermanland hercegét tette meg, hogy mindenben az ő utasítása szerint járjon el. Svédország ellenben evangélikus volt, addig a király katolikus. Ez még ugyan a legkevesebb probléma lett volna, de Zsigmond megkezdte Svédországban a rekatolizációt. Södermanland hercege ellenben elkötelezett protestáns volt, s a Zsigmonddal szembe került svéd nemességet maga mellé állítva lázadást robbantott ki az országban.
Zsigmond hajóra szállt, hogy helyreállítsa hatalmát Svédországban. Seregében több ezer lengyel lovas és gyalogos, 1200 magyar hajdú, valamint német és skót zsoldosok harcoltak. A magyarokat Bekes László és Horváth Gáspár vezette. Bekes László Bekes Gáspár fia volt, aki harcolt a livóniai háborúban az oroszok ellen. A csapatok németalföldi és angol hajókon szállították Svédországba.
Södermanlad hercege sebtében gyűjtött össze vagy 10 ezer embert, akik azonban elég felkészületlenek voltak, ellentétben Zsigmond zsoldosaival. További nyolcezer katonát vonták össze Stockholm védelmére, ahol igen nagy volt a pánik a lengyel csapatok megjelenésének hallatán. Szeptember 8-án Stegeborg mellett Södermanland hercege 10 ezer embere ütközött meg Zsigmond király többnemzetiségű hadseregével. 
A herceg képzetlen gyalogsága alulmaradt a tapasztaltabb magyar, német és skót gyalogosokkal szemben. A csatát végül a lengyel lovasság támadása döntötte el, amely olyan elsöprő erővel hatott, hogy jókora riadalmat okozott a svédekben. A herceg 300 embert vesztett, Zsigmond csupán 40 halottal és 60 sebesülttel számolt.
A lengyel parancsnokok azonban hiába ösztökélték Zsigmondod, hogy használja ki a győzelmet és mérjen megsemmisítő csapást a herceg seregére. Zsigmond leállította a további akciót, ez lehetőséget adott Södermanland hercegének, hogy rendezze a sorait. Bár a következő napokban vagy négyezer svéd állt át Zsigmond mellé, az idegen erők jelenléte és Zsigmond katolikus-pártisága miatt a svédek többsége úgy érezte, hogy hazáját idegen erők akarják lerohanni, ezért egyre többen kezdték Károlyt támogatni.
Zsigmond és Károly két héttel döntő csatát vívott a Linköping stångebroi ütközetben. A vereséghez hozzájárult a svédek nagyobb elszántsága, illetve az, hogy Zsigmond svéd támogatói már csak félszívvel harcoltak a király mellett.